# Ostrovec (okres Písek)
Ostrovec (německy Wostrowetz) je obec v okrese Písek v Jihočeském kraji. Leží asi patnáct kilometrů severně od Písku. V obci, ke které patří vesnice Dědovice, Dolní Ostrovec a Horní Ostrovec, v něm žije 371 obyvatel.

## Popis obce a jejího okolí
Obec leží na říčce Lomnici, v jejím malém údolí na obou březích. Je obklopena téměř ze všech stran lesem, kromě severní strany, má vlastní školku a hasičskou zbrojnici. K obci patří také ještě malá vesnice Dědovice, nacházející se blíže k řece Otavě a k Orlické přehradě. Ostrovec se nachází v nadmořské výšce 383 metrů.

## Historie
První písemná zmínka o obci pochází z roku 1323, ta se týká ale pouze jenom Dolního Ostrovce, Horní vznikl až v 17. století. Zprvu ves patřila pod majetek zvíkovského hradu. Později v 16. století přešla ves pod správu cerhonického statku. Po konfiskaci, po Bílé Hoře připadla ves císařskému generálu Baltazaru de Marradasovi. V 17. století ves zpustla, třicetiletá válka ji poznamenala. V 18. století byla část vsi, (Horní Ostrovec), odprodána městu Písek. Dolní Ostrovec byl nadále spravován z cerhonického statku.
Obec Ostrovec vznikla roku 1953 sloučením dvou obcí, jimiž jsou Dolní Ostrovec a Horní Ostrovec.

## Obyvatelstvo
| Rok            | 1869 | 1880 | 1890 | 1900 | 1910 | 1921 | 1930 | 1950 | 1961 | 1970 | 1980 | 1991 | 2001 | 2011 | 2021 |
| -------------- | ---- | ---- | ---- | ---- | ---- | ---- | ---- | ---- | ---- | ---- | ---- | ---- | ---- | ---- | ---- |
| Počet obyvatel | 922  | 956  | 943  | 818  | 762  | 807  | 732  | 522  | 568  | 516  | 473  | 396  | 363  | 372  | 343  |
| Počet domů     | 121  | 126  | 134  | 137  | 137  | 142  | 150  | 167  | 157  | 149  | 146  | 175  | 238  | 242  | 238  |

## Obecní správa

### Části obce
Obec Ostrovec se skládá ze tří částí na třech stejnojmenných katastrálních územích.
- Dědovice
- Dolní Ostrovec
- Horní Ostrovec

### Obecní symboly
Znak a vlajka byly obci uděleny rozhodnutím předsedy Poslanecké sněmovny Parlamentu České republiky dne 16. července 2014.

## Pamětihodnosti

### Dolní Ostrovec
- Na návsi se nachází kaple se zvoničkou zasvěcená svatému Janu Nepomuckému.[10] Je z první poloviny 19. století. Kaple je označena v katastrálních mapách z roku 1830, ale později prošla přestavbou.[5] V roce 2007 byla provedena poslední oprava kaple.

- Soubor roubených usedlostí a chalup, které mohou pocházet až z 18. století, se nachází v obou částech vesnice.[5] V Dolním Ostrovci za mostem nad řekou Lomnicí se nachází chalupy čp. 4 a čp. 3 s lomenicí.[5] Okolo návsi se nachází mladší zástavba z konce 19. století. Jedná se o domy čp.18, 20, 22, 24, 25, 26, 50, 52, 57, 58, 59.[5] Obec byla vybrána k prohlášení za vesnickou památkovou zónu.

### Horní Ostrovec
- Kaple osmibokého půdorysu se nachází v obci, u komunikace směrem na Varvažov.[10] Poslední oprava kaple byla v roce 2008.
- Před kaplí se nachází litinový kříž na kamenném podstavci.
- Památník padlým v první světové válce byl opraven v roce 2010.
- Vedle památníku se nachází kříž.
- Soubor roubených staveb a domů, jedná se o čp. 17, 18, 20, 23.[5]
- Kříž, který se nachází u komunikace na Varvažov za obcí.

## Galerie

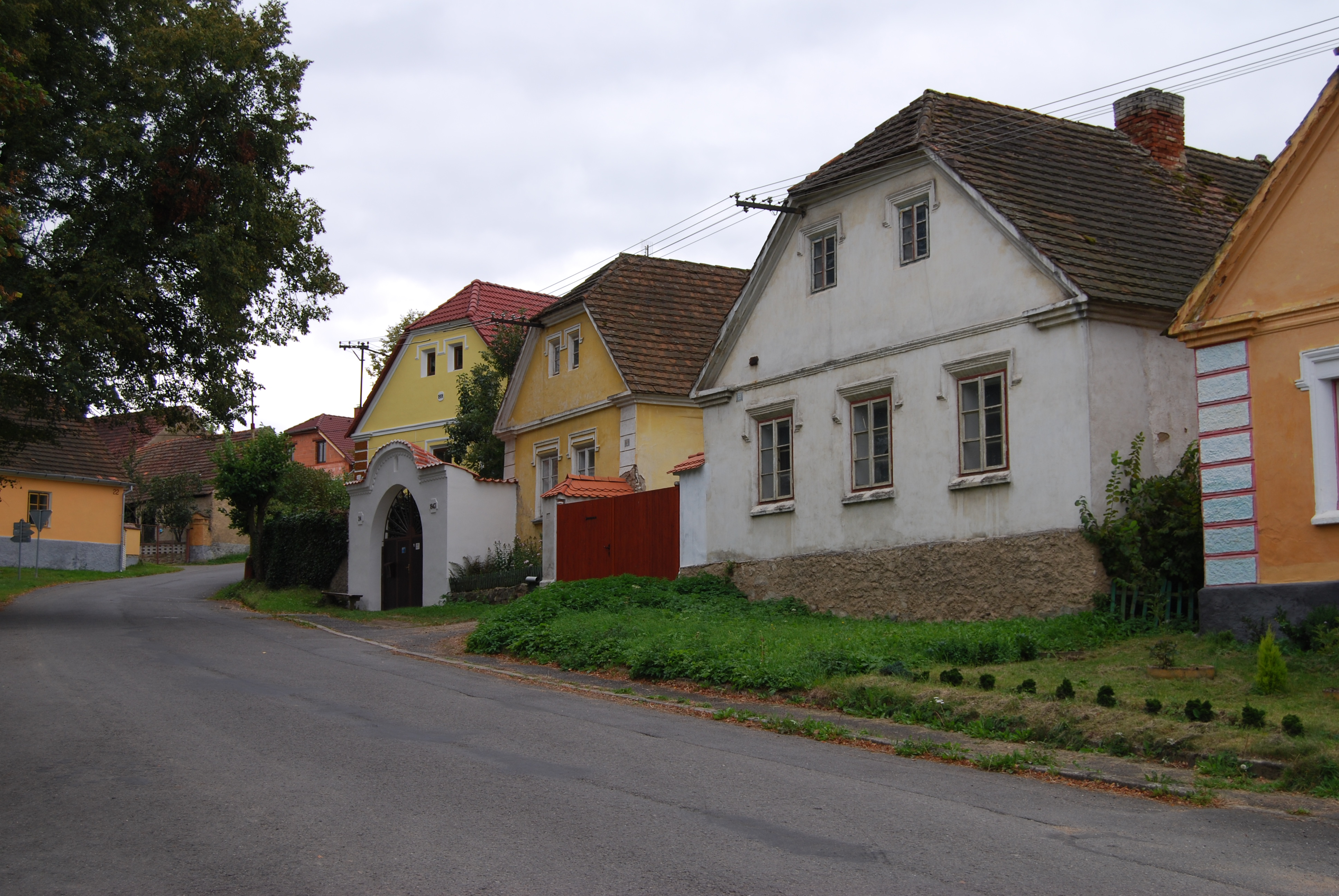
Usedlosti na návsi
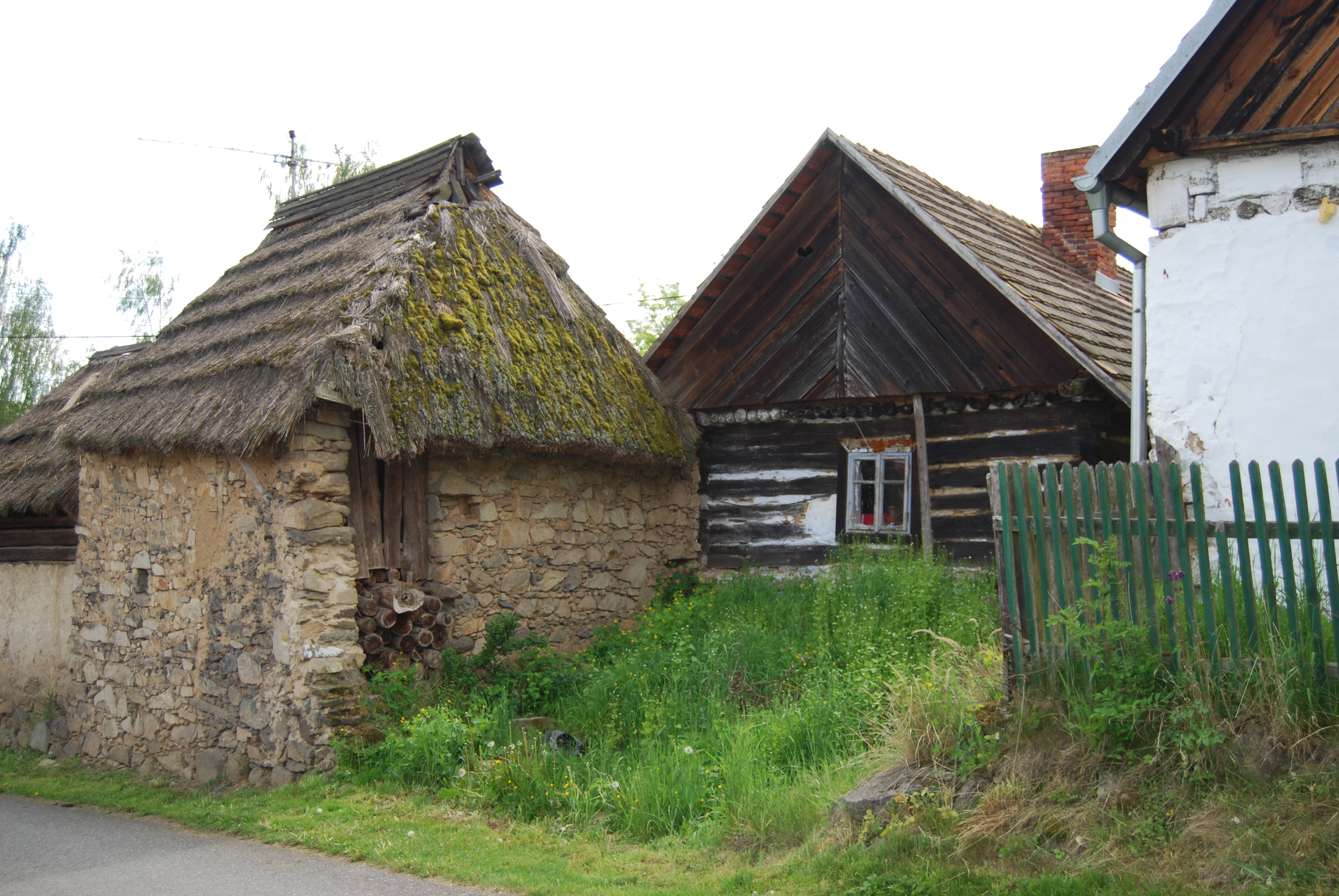
Roubenky v obci čp. 4 a 3
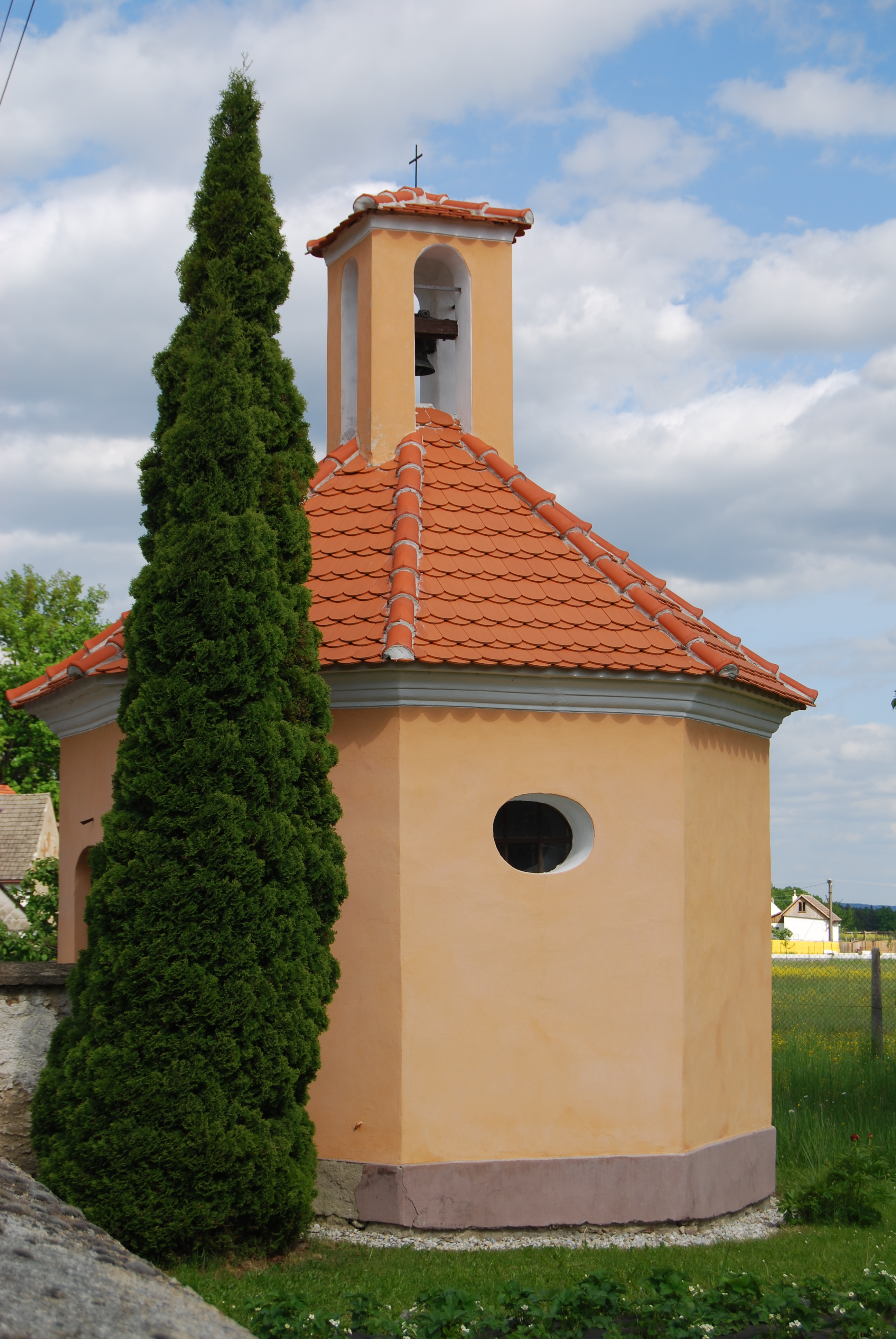
Kaple v Horním Ostrovci
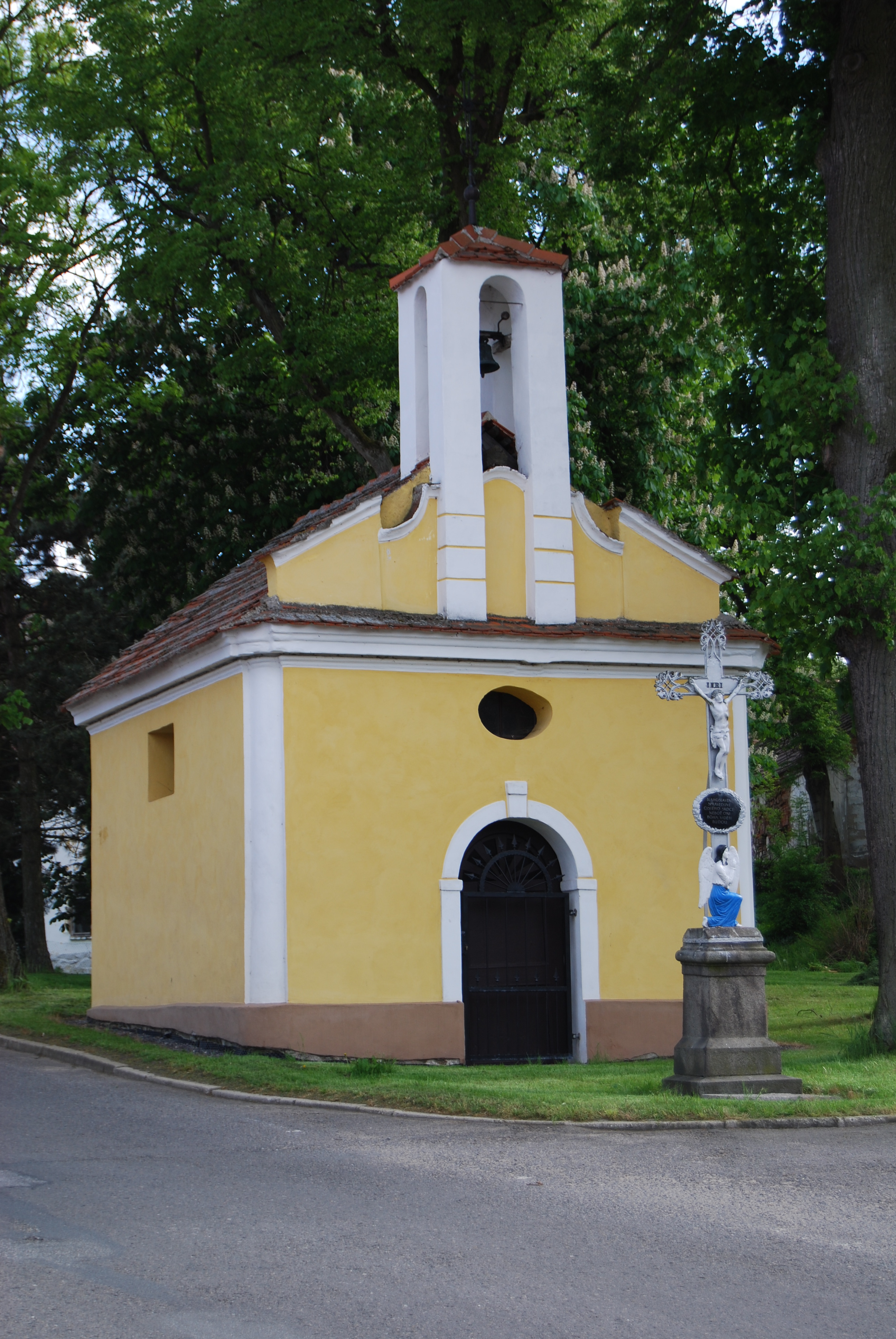
Kaple svatého Jana Nepomuckého
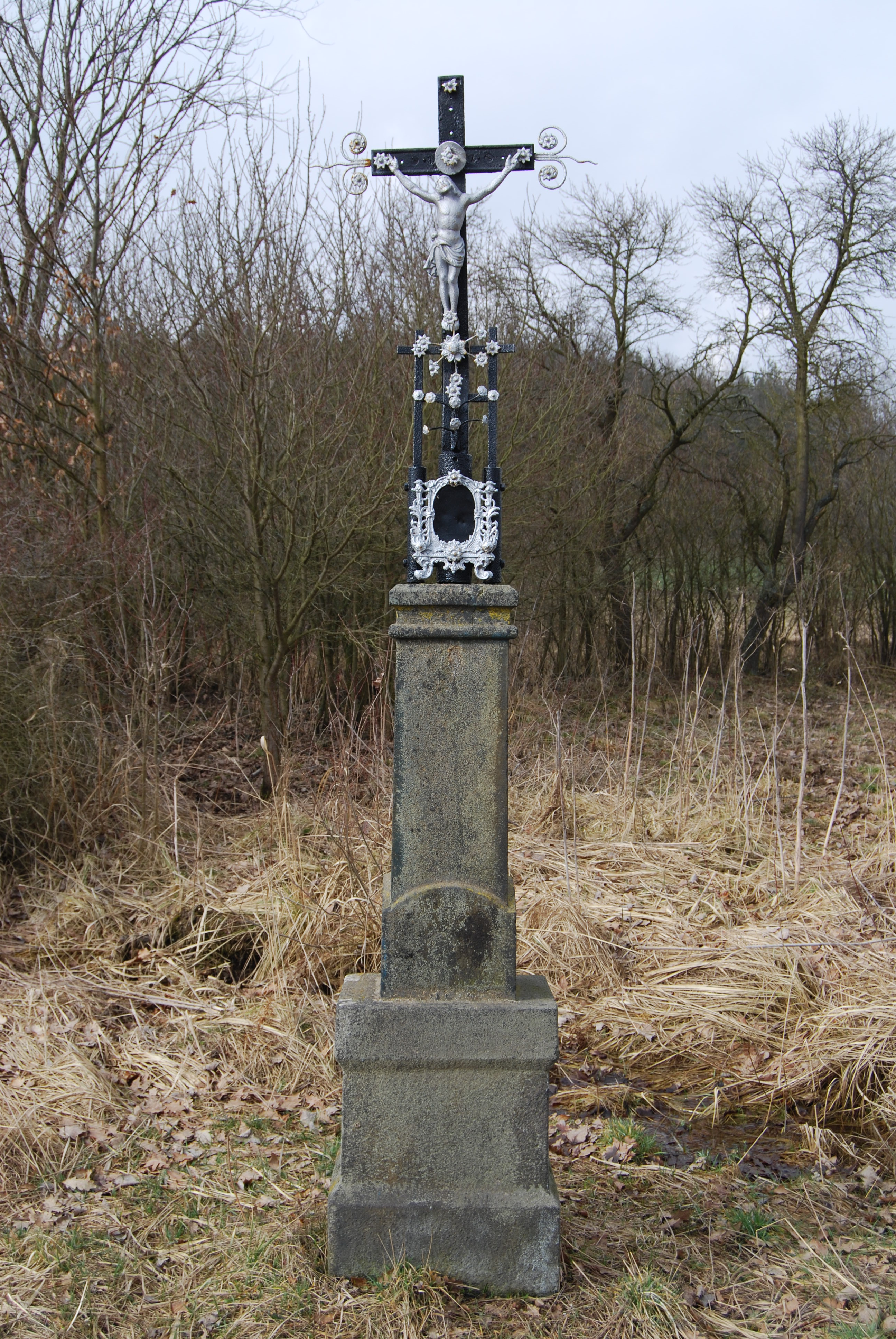
Kříž za obcí